# Tachydromia latifascipennis
Tachydromia latifascipennis är en tvåvingeart som beskrevs av Enrico Adelelmo Brunetti 1917. Tachydromia latifascipennis ingår i släktet Tachydromia och familjen puckeldansflugor. Inga underarter finns listade i Catalogue of Life.